# Kostel Povýšení svatého Kříže (Široké Třebčice)
Kostel Povýšení svatého Kříže je římskokatolický kostel zasvěcený Povýšení svatého Kříže v Širokých Třebčicích v okrese Chomutov. Stojí v parku uprostřed vesnice.

## Historie
Předchůdcem kostela byla barokní kaple Povýšení svatého Kříže postavená v roce 1722. V roce 1789 byla povýšena na kostel. Počátkem 19. století byla její stavba z větší části zbořena a na stejném místě vznikla roku 1802 budova současného kostela, která byla opravena v roce 1911.

## Stavební podoba
Kostelní loď  má plochý strop a obdélný půdorys. Navazuje na ni pravoúhlý presbytář s valenou klenbou a s půlkruhovou apsidou. Na severní straně je k lodi připojena sakristie. Fasády kostela jsou s výjimkou sakristie členěné pilastry, ukončenými kompozitními hlavicemi. Na dvouetážovém štítu v západním průčelí stojí sochy světců.

## Okolí kostela
Na malé návsi jihozápadně od kostela stojí sloup se sochou svatého Jana Nepomuckého z období okolo roku 1700. Na východním okraji parku s kostelem se nachází hospodářský areál zbořeného zámku. Domy na severu jsou pozůstatkem židovské čtvrti.